# Kurt Löb

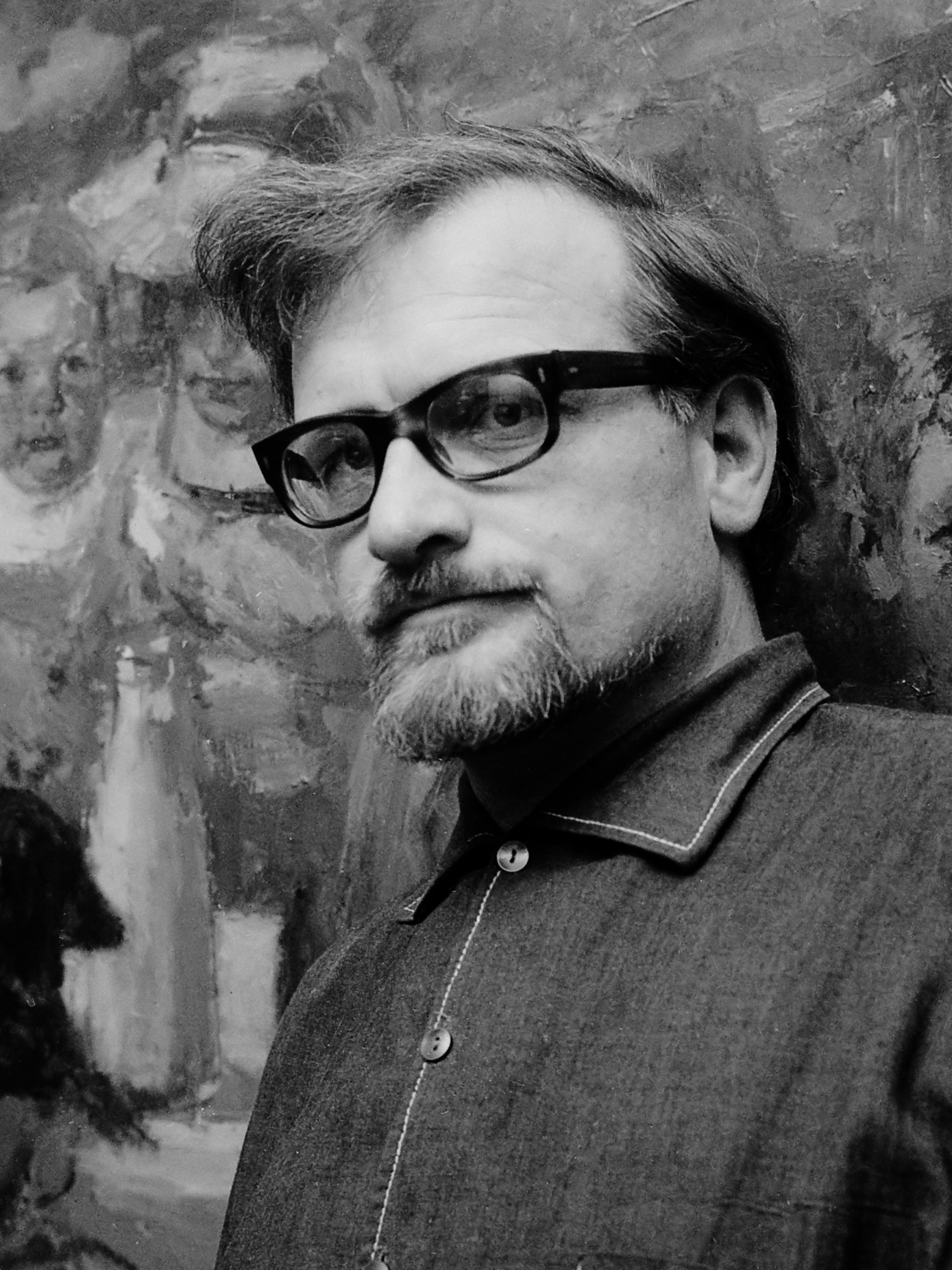
Kurt Löb (1967)

Kurt Leopold Löb (Berlijn, 11 januari 1926 – Amsterdam, 1 juni 2015) was een Nederlands kunstenaar van Duits-Joodse afkomst.

## Leven
Kurt Löb was een zoon (hij had een tweelingbroer) van Ludwig Löb (1890-1971) en Gertrud Kuschel (1897-1957). Zijn lagere schooltijd bracht hij door op de Private Joodse Woudschool Kaliski in Berlijn. In 1939 moest het gezin Löb uit Duitsland vluchten voor het naziregime. Het plan was om zich te vestigen in Argentinië, maar daarvoor was het al te laat en na een kort verblijf bij relaties in Amsterdam op doortocht, overleefde de familie uiteindelijk de oorlog in Soest. Hij volgde van 1942 tot 1947 een opleiding aan de Rijksacademie voor Beeldende Kunsten in Amsterdam. Van 1948 tot 1953 volgde hij een studie in de praktijk van illustratie en typografie in de studio van  Lettergieterij Amsterdam. Van 1957 tot 1982 was hij leraar aan de Koninklijke Academie voor Kunst en Vormgeving in 's-Hertogenbosch. In de jaren 1973, 1980 en 1984 was hij hoogleraar aan de Internationale Sommerakademie für bildende Kunst in Salzburg, en vervulde daarnaast gastprofessoraten in Essen, Antwerpen en Jerusalem. Naast schilder was hij vooral tekenaar.
Löb overleed op 1 juni 2015 op 89-jarige leeftijd. Het Joods Museum in Berlijn heeft een verzameling van zijn werk opgenomen in haar collectie.

## Werk
Als illustrator van een groot aantal boeken heeft hij internationaal bekendheid verworven. Zijn tekeningen doen denken aan de karikaturale tekeningen van Honoré Daumier. Van 1979 tot 1998 was hij de illustrator van een reeks van twintig boeken die door de Zetcentrale Meppel in beperkte oplage (minder dan 500 stuks) als nieuwjaarsgeschenk werden uitgegeven, vooral vertalingen van Russische literatuur. In 1994 promoveerde Kurt Löb aan de Universiteit van Amsterdam op zijn dissertatie "Exil-Gestalten" over Duitse boekverzorgers in de periode 1932-1950.

## Onderscheidingen
- Gutenberg-Preis van de stad Leipzig (1993)[4]
- Ridder in de Orde van Oranje-Nassau (1993)

## Boeken met illustraties Löb (selectie)
- De duizendkunstenaar van Lublin, Isaac Bashevis Singer, 1966
- La Maison Tellier, Guy de Maupassant, 1970
- Mademoiselle Fifi, Guy de Maupassant, 1979
- Twee verhalen, O. Henry, 1980
- Het portret, J.N. Gogol, 1981
- De Njevski Prospekt, J.N. Gogol, 1982
- Bibliomanie, Gustave Flaubert, 1982
- Uit het dagboek van een krankzinnige, N.Gogol, 1983
- De mantel, N. Gogol, 1984
- Schoppenvrouw, A. Poesjkin, 1985
- De verhalen van wijlen Ivan Petrovitsj Bjelkin I, A. Poesjkin, 1986
- De verhalen van wijlen Ivan Petrovitsj Bjelkin II, A. Poesjkin, 1987
- De kus, A. Tsjechov, 1988
- De rode bloem, V.M. Garsjin, 1989
- Verhaal over de maan die niet kon worden uitgeblazen, B. Pilnjak, 1990
- De dame met het hondje, A. Tsjechov, 1991
- Drie verhalen, Anton Tsjechov, 1994

## Boeken van de Zetcentrale Meppel met illustraties Löb
- Mademoiselle Fifi, Guy de Maupassant, 1979
- Twee verhalen, O. Henry, 1980
- Het portret, J.N. Gogol, 1981
- De Njevski Prospekt, J.N. Gogol, 1982
- Uit het dagboek van een krankzinnige, N.Gogol, 1983
- De mantel, N. Gogol, 1984
- Schoppenvrouw, A. Poesjkin, 1985
- De verhalen van wijlen Ivan Petrovitsj Bjelkin I, A. Poesjkin, 1986
- De verhalen van wijlen Ivan Petrovitsj Bjelkin II, A. Poesjkin, 1987
- De kus, A. Tsjechov, 1988
- De rode bloem, V.M. Garsjin, 1989
- Verhaal over de maan die niet kon worden uitgeblazen, B. Pilnjak, 1990
- De dame met het hondje, A. Tsjechov, 1991
- Het huis met het bordes, A. Tsjechov, 1992
- De vlinder, A. Tsjechov, 1993
- Drie verhalen, A. Tsjechov, 1994
- Eerste liefde, I.S. Toergenjev, 1995
- Das Endspiel, Hubert Schirneck, 1996
- Asja, I.S. Toergenjev , 1996
- De lady Macbeth uit Mtesenk, N. Leskov,1997
- Een druk bestaan, Manuel van Loggum, 1998